# Alenka Dovžan
Alenka Dovžan, née le 11 février 1976 à Mojstrana, est une ancienne skieuse alpine slovène.

## Jeux olympiques
- Jeux olympiques de 1994 à Lillehammer (Norvège) :
  -  Médaille de bronze en Combiné

## Coupe du monde
- Meilleur résultat au classement général : 13e en 1994
  - 1 victoire : 1 super-G

### Saison par saison
- Coupe du monde 1994 :
  - Classement général : 13e
    - 1 victoire en super-G : Cortina d'Ampezzo II
- Coupe du monde 1995 :
  - Classement général : 43e
- Coupe du monde 1997 :
  - Classement général : 99e
- Coupe du monde 1998 :
  - Classement général : 38e
- Coupe du monde 1999 :
  - Classement général : 54e
- Coupe du monde 2000 :
  - Classement général : 51e
- Coupe du monde 2001 :
  - Classement général : 61e
- Coupe du monde 2002 :
  - Classement général : 49e
- Coupe du monde 2003 :
  - Classement général : 89e